# Enduro Women
Enduro Women és una de les categories (o classes) en què es disputa el Campionat del Món d'enduro. Fou introduïda el 2010, uns anys després que s'introduïssin les tres principals (E1, E2 i E3). Instaurada inicialment com a Copa del món (FIM Women's Enduro World Cup), va esdevenir campionat mundial a partir de la temporada del 2021 amb el nom oficial de FIM Youth Enduro World Championship.
Reservada a les dones, les motocicletes han d'acomplir les especificacions de qualsevol de les tres classes principals (E1, E2 o E3) i duen les plaques porta-números de color violeta amb els números blancs. Les participants fan una volta menys al recorregut que els pilots de les altres categories.

## Llista de campiones del món
A 26 de novembre de 2024
| Any  | Campiona         | Motocicleta |
| ---- | ---------------- | ----------- |
| 2010 | Ludivine Puy     | Gas Gas     |
| 2011 | Ludivine Puy     | Gas Gas     |
| 2012 | Laia Sanz        | Gas Gas     |
| 2013 | Laia Sanz        | Honda       |
| 2014 | Laia Sanz        | Honda       |
| 2015 | Laia Sanz        | KTM         |
| 2016 | Laia Sanz        | KTM         |
| 2017 | Maria Franke     | KTM         |
| 2018 | Sanna Kärkkäinen | KTM         |
| 2019 | Jane Daniels     | Husqvarna   |
| 2020 | Jane Daniels     | Husqvarna   |
|      |                  |             |
| 2021 | Laia Sanz        | Gas Gas     |
| 2022 | Jane Daniels     | Fantic      |
| 2023 | Jane Daniels     | Fantic      |
| 2024 | Mireia Badia     | Rieju       |

1. ↑  Primera edició com a Campionat del món